# 伍家朗
伍家朗（英語：Angus Ng Ka Long；1994年6月24日—），香港男子羽毛球運動員。他与李晉熙曾赢得2012年世青賽男雙冠军，亦是香港史上第一支世青賽男雙冠軍组合。曾在2009年香港傑出運動員選舉當選「香港傑出青少年運動員」。伍家朗於2015年香港羽毛球超級賽擊敗名將林丹，一戰成名。

## 技術特點
伍家朗右手執拍，風格屬拉吊突擊，打節奏、控球。由於其打法敢打敢拚，與香港女單名將「黑妹」葉姵延相似，故早年被傳媒冠以「男版黑妹」的稱號。
他認為自己並非力量型球手，打羽毛球的資質只算中上，必須靠後天努力和「食腦」，在球場上不停跑動變速制勝。由於他天生雙腿較弱、移動較慢，小時候完全應付不了一長一短（過頭或網前球交替）的球；所以自13歲起，便在每天練習後，自行加操四、五組，專練雙腿，到現時已克服了移動速度的問題。男單名將林丹在香港公開賽負於伍家朗後，亦稱讚他打得很好、很快，令自己沒辦法去發很多的力，還指出他是香港男子單打年輕的選手裏實力非常突出、非常優秀的，而且是香港本土人。
港隊教練劉志恆認為，伍家朗的打法近似中國名將楊陽，但他也有自己的打法，只是暫時還不成熟，力量不是很足。不過他認為伍家朗讀書好、學東西快，對如何跟對手打球的思路很清晰，執行教練的戰術要求很堅決。前港隊總教練陳智才亦指出，家朗在改善了網前球技術之後，出手更有威脅，於網前表現銳利。

## 生平

### 早年及出道
伍家朗生於小康之家，父親是牙醫，媽媽則當秘書，家中還有有一個弟弟。由於父親熱愛羽毛球，自他5歲起便每星期帶他到彩虹道遊樂場打球，但他在就讀保良局陳守仁小學時期卻較喜歡打乒乓球，三年級時已是乒乓球校隊成員，代表學校參加學界比賽。他在一次到校外比賽時，偶爾看見同學打羽毛球打得起勁，他看得著迷，就燃起對羽毛球的熱情，毅然決定「棄乒從羽」。
2006年，他入讀拔萃男書院，同年獲選中到香港體育學院接受專業訓練。 體院教練團認為他有天份打到世界水平，故到他中三時曾游說他轉為全職運動員，盡早投入全職專心訓練，但最後在父母反對下作罷。到中六畢業後，他在父母支持下轉做全職球手。
2010年，伍家朗出戰墨西哥舉行的世界青年羽毛球錦標賽，與李晉熙合作打進男雙準決賽，但最終以1比2（21-17、15-21、11-21）不敵馬來西亞對手，只奪得銅牌，但已為香港隊取得歷來最佳的世青賽成績。
2011年，伍家朗出戰江西宜春舉行的第7屆中华人民共和国城市运动会羽毛球比賽，先後打敗黃宇翔、郭凯等中國隊新秀，贏得男子單打金牌。

### 2012年 世青賽奪冠
2012年10月，伍家朗參加日本舉行的世界青年羽毛球錦標賽，再度夥拍李晉熙出戰男雙比賽。他們先在四強以2比0（21-10、21-11）淘汰中國的王懿律/刘雨辰，突破2010年的成績；其後再在決賽以2比0（21-16、21-17）擊敗主場出戰的日本組合井上拓斗/金子祐樹，為香港隊贏得首個世青賽冠軍。

### 2013年 世錦賽16強止步
2013年8月，伍家朗參加中國廣州舉行的世界羽毛球錦標賽，與李晉熙出戰男子雙打項目。他們首圈以2比0力克加拿大組合晉級，由於第二圈對手棄權，自動晉級；但在第三圈就以0比2（17-21、7-21）不敵2號種子、馬來西亞的古健傑/陳文宏，16強止步。
2015年11月，其時男子單打世界排名22的伍家朗在香港羽毛球超級賽男單項目16強以直落兩局擊敗林丹，8強時再以2比1擊敗中華台北的周天成。最終在準決賽以0:2（19-21 、14-21）不敵馬來西亞的李宗偉，止步四強。
2016年4月，伍家朗參加新加坡羽毛球超級賽男子單打比賽，在首圈先以局數2比0（21-9 、21-19）淘汰中華台北的選手周天成。在次圈同樣以局數2比0（21-15 、23-21）成功擊敗德國的馬克·茨維布勒晉級。在八強賽事中，伍家朗遇上世界排名第一位的諶龍，並以2比0 （21:14 、21:18）戰勝對手並晉級準決賽。最後，伍家朗以0比2（20-22、16-21）不敵韓國的孫完虎，最終四強止步。

### 2016年 首奪超級賽冠軍
2016年11月，伍家朗參加本地舉行的香港羽毛球超級賽，在首圈先以局數 2:1（21-17、20-22、17-12）淘汰因傷退賽馬來西亞的選手祖爾法里·祖基菲里。在次圈以局數 2:0 （21-12 、21-16）擊敗師弟李卓耀。在八強以局數 2:0 （21-15 、21-14）擊敗印度的選手阿賈伊·賈亞拉姆，晉級四強。在四強同樣以局數 2:0 （21-19 、21-7）擊敗師兄胡贇，首次晉身到超級賽決賽。決賽碰上印度選手薩米爾·維爾馬，兩人在此前曾交鋒兩次，伍家朗未嘗一勝。最終，伍家朗在主場之利下以局數 2:1（21-14、10-21、21-11）擊敗對手，使伍家朗奪得個人職業生涯第一個超級賽冠軍，亦是香港羽毛球隊的第一個男單超級賽冠軍，成功創造歷史。

### 2017年 世錦賽16強止步
2017年8月，伍家朗參加苏格兰格拉斯哥舉行的世界羽毛球錦標賽，出戰男子单打項目。他以9號種子身分出戰，首圈，以2比0 (21-9、21-12）速胜比利時的马克西姆·莫雷尔斯；次圈以2比0（21-10、21-15）轻取義大利的罗萨里奥·马达洛尼。但在第三圈，以0比2（17-21、13-21）負於赛会3号种子丹麦的维克托·阿萨尔森，再次16强止步。
2017年11月，伍家朗參加中國羽毛球首要超級賽，在首圈先以局數2比0（22-20 、21-18）淘汰印尼選手A·S·金廷。在次圈同樣以局數2比0（21-15 、21-18）淘汰了另一名印尼選手乔纳坦·克里斯蒂。在八強的賽事中，伍家朗遇上世界排名曾經高居第一位的马来西亚選手李宗伟，並以2比1（21:12 、15:21、21:19）险勝，晉級四強。最後，伍家朗以0比2（12-21、17-21）不敵時任世界第一的丹麦選手维克托·阿萨尔森，最終止步四強。

### 2018年世界羽毛球錦標賽16強止步
2018年7月，伍家朗參加中國南京舉行的2018年世界羽毛球錦標賽，出戰男子單打項目。他以10號種子出戰，首圈以2比0 (21-13、21-10)速勝保加利亞的伊萬·魯塞夫;次圈以2比0 (21-18、21-18)輕取愛沙尼亞的勞爾·穆斯特。但在第三圈，以0比2 (19-21、18-21)負於賽會1號種子，丹麥的維克托·阿薩爾森，再次16強止步。

### 2020奧運會分組賽止步
2021年7月，伍家朗參加日本東京舉行的2020年夏季奧林匹克運動會，出戰男單項目。他以8號種子出戰，首輪以2比0 (21-9、21-10)輕取墨西哥的利諾·梅諾斯；次圈以0比2 (20-22、13-21)負於危地馬拉的凱文·哥頓，於分組賽止步。

### 2024奧運會未能取得入場券
2024年4月，伍家朗在巴黎奧運資格排名第26，由於他之前已有排名第15的李卓耀，伍家朗肯定無緣巴黎奧運。同一國家或地區要派出兩名單打羽毛球球手，兩人均需排名前16之內，才可一同取得奧運資格。

## 主要比賽成績
只列出曾進入準決賽的國際賽事成績：
| 年份   | 賽事                     | 公開賽級別 | 項目     | 拍檔   | 成績   |
| ------ | ------------------------ | ---------- | -------- | ------ | ------ |
| 2008年 | 亚洲青年羽毛球錦標賽     | 其他       | 混合團體 | －     | 季軍   |
| 2010年 | 世界青年羽毛球錦標賽     | 其他       | 男子雙打 | 李晉熙 | 季軍   |
| 2012年 | 亞洲青年羽毛球錦標賽     | 其他       | 男子雙打 | 李晉熙 | 季軍   |
| 2012年 | 世界青年羽毛球錦標賽     | 其他       | 男子雙打 | 李晉熙 | 冠軍   |
| 2013年 | 越南羽毛球國際挑戰賽     | 國際挑戰賽 | 男子單打 | －     | 亞軍   |
| 2013年 | 東亞運動會羽毛球比賽     | 其他       | 男子團體 | －     | 銀牌   |
| 2013年 | 東亞運動會羽毛球比賽     | 其他       | 男子雙打 | 李晉熙 | 銅牌   |
| 2014年 | 中國羽毛球國際挑戰賽     | 國際挑戰賽 | 男子單打 | －     | 冠軍   |
| 2014年 | 大阪羽毛球國際挑戰賽     | 國際挑戰賽 | 男子單打 | －     | 冠軍   |
| 2014年 | 加拿大羽毛球大獎賽       | 大獎賽     | 男子單打 | －     | 亞軍   |
| 2014年 | 瑞士羽毛球國際賽         | 國際挑戰賽 | 男子單打 | －     | 亞軍   |
| 2014年 | 愛爾蘭羽毛球公開賽       | 國際挑戰賽 | 男子單打 | －     | 冠軍   |
| 2015年 | 奧地利羽毛球公開賽       | 國際挑戰賽 | 男子單打 | －     | 冠軍   |
| 2015年 | 加拿大羽毛球大獎賽       | 大獎賽     | 男子單打 | －     | 亞軍   |
| 2015年 | 碧特博格羽毛球黃金大獎賽 | 黃金大獎賽 | 男子單打 | －     | 冠軍   |
| 2015年 | 香港羽毛球超級賽         | 超級賽     | 男子單打 | －     | 準決賽 |
| 2016年 | 新加坡羽毛球超級賽       | 超級賽     | 男子單打 | －     | 準決賽 |
| 2016年 | 法國羽毛球超級賽         | 超級賽     | 男子單打 | －     | 準決賽 |
| 2016年 | 香港羽毛球超級賽         | 超級賽     | 男子單打 | －     | 冠軍   |
| 2017年 | 馬來西亞羽毛球大師賽     | 黃金大獎賽 | 男子單打 | －     | 冠軍   |
| 2017年 | 印度羽毛球超級賽         | 超級賽     | 男子單打 | －     | 準決賽 |
| 2017年 | 中國羽毛球首要超級賽     | 首要超級賽 | 男子單打 | －     | 準決賽 |
| 2018年 | 德國羽毛球公開賽         | 超級300賽  | 男子單打 | －     | 亞軍   |
| 2019年 | 全英羽毛球公開賽         | 超級1000賽 | 男子單打 | －     | 準決賽 |
| 2019年 | 亞洲羽毛球混合團體錦標賽 | 其他       | 混合團體 | －     | 季軍   |
| 2019年 | 紐西蘭羽毛球公開賽       | 超級300賽  | 男子單打 | －     | 亞軍   |
| 2019年 | 泰國羽毛球公開賽         | 超級500賽  | 男子單打 | －     | 亞軍   |
| 2020年 | 马来西亚羽毛球大师赛     | 超級500賽  | 男子單打 | －     | 準決賽 |
| 2020年 | 泰国羽毛球大师赛         | 超級300賽  | 男子單打 | －     | 冠軍   |
| 2020年 | YONEX泰國羽毛球公開賽    | 超級1000賽 | 男子單打 | －     | 亞軍   |
| 2022年 | 馬來西亞羽毛球大師賽     | 超級500賽  | 男子單打 | －     | 亞軍   |
| 2023年 | 印尼羽毛球大师赛         | 超級500賽  | 男子单打 | －     | 準決賽 |
| 2023年 | 泰国羽毛球大师赛         | 超級300賽  | 男子單打 | －     | 亞軍   |
| 2023年 | 德国羽毛球公開赛         | 超級300賽  | 男子單打 | －     | 冠軍   |
| 2023年 | 台北羽毛球公開賽         | 超級300賽  | 男子單打 | －     | 準決賽 |
| 2024年 | 泰國羽毛球公開賽         | 超級500賽  | 男子單打 | －     | 亞軍   |
| 2024年 | 馬來西亞羽毛球大師賽     | 超級500賽  | 男子單打 | －     | 準決賽 |
| 2024年 | 澳門羽毛球公開賽         | 超級300賽  | 男子單打 | －     | 冠軍   |

| 2007-2017年 | 首要超級賽 | 超級賽 | 黃金大獎賽 | 大獎賽 | 國際挑戰賽 | 國際系列賽 | 未來系列賽 | 其他 |

| 2018-2026年 | 總決賽 | 超級1000賽 | 超級750賽 | 超級500賽 | 超級300賽 | 超級100賽 | 國際挑戰賽 | 國際系列賽 | 未來系列賽 | 其他 |

### 奧運會和世錦賽參賽紀錄
|          | 搭檔   | 2013 | 2014 | 2015 | 2016 | 2017 | 2018 | 2019 | 2020    | 2021 | 2022 | 2023 |
| -------- | ------ | ---- | ---- | ---- | ---- | ---- | ---- | ---- | ------- | ---- | ---- | ---- |
| 男子單打 | －     | －   | －   | －   | 16強 | 16強 | 16強 | 16強 | 小組第2 | 64強 | 16強 | 16強 |
|          |        |      |      |      |      |      |      |      |         |      |      |      |
| 男子雙打 | 李晉熙 | 16強 | －   | －   | －   | －   | －   | －   | －      | －   | －   | －   |

## 榮譽
- 香港傑出運動員選舉

香港傑出青少年運動員（2009年、2012年 - 共2次當選）

## 外部連結
- 伍家朗的Facebook專頁
- 伍家朗的Instagram帳戶